# Остергефер
Остергефер (нім. Osterhever) — громада в Німеччині, розташована в землі Шлезвіг-Гольштейн. Входить до складу району Північна Фризія. Складова частина об'єднання громад Айдерштедт.
Площа — 18,43 км2. Населення становить 213 ос. (станом на 31 грудня 2020).

## Галерея

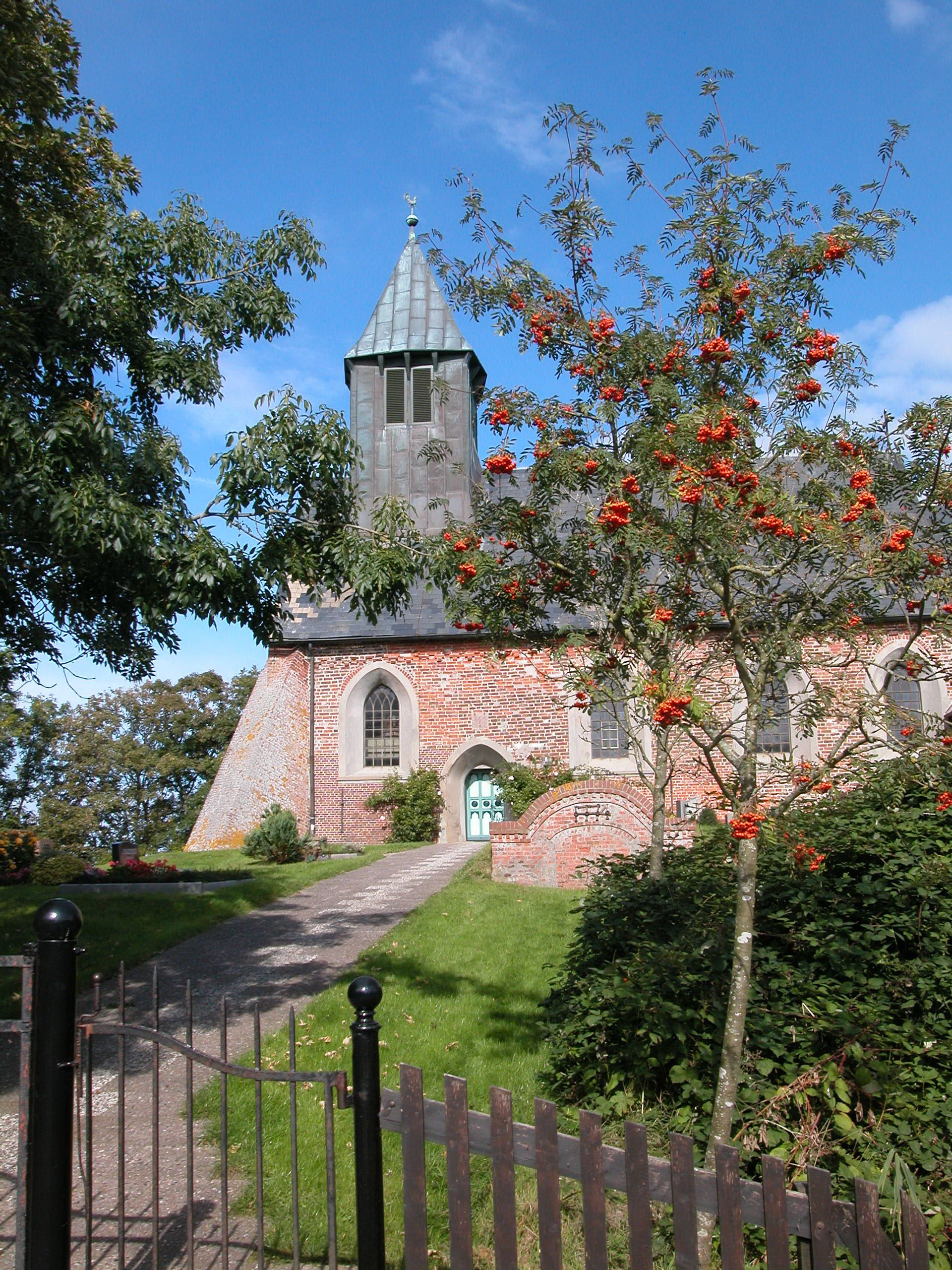